# Grève générale
Pour les articles homonymes, voir Grève générale (homonymie).
Une grève générale est une action de grève au cours de laquelle les participants cessent toute activité économique, notamment le travail, pour renforcer la position de négociation d'un syndicat ou pour atteindre un objectif social ou politique commun. Elles sont organisées par de grandes coalitions d’organisations politiques, sociales et syndicales et peuvent également inclure des rassemblements, des manifestations, des boycotts, des actions de désobéissance civile, le non-paiement des impôts et d’autres formes d’action. Les grèves générales peuvent exclure les travailleurs du secteur des soins, tels que les enseignants, les médecins et les infirmières. 
La grève générale cherche en principe à impliquer tous les travailleurs dans un pays. La grève générale n'étant jamais complète, l'expression désigne en pratique une grève interprofessionnelle nationale de grande ampleur, voire très étendue au seul niveau d'une région ou d'une ville. Le terme fait alors référence à une action de solidarité, c'est-à-dire une situation où des travailleurs se mettent en grève pour soutenir une grève initiée dans un autre secteur ou une autre entreprise. La grève générale est organisée par des syndicats qui font grève ensemble afin de faire pression sur les employeurs pour qu'ils entament des négociations ou offrent des conditions plus favorables aux grévistes. Dans une grève générale, les grévistes ont des intérêts inégaux dans les négociations mais tous ont intérêt matériel à maintenir et à renforcer l'efficacité collective des grèves comme outil de négociation.

## Histoire du concept de grève générale

### Antiquité et moyen âge

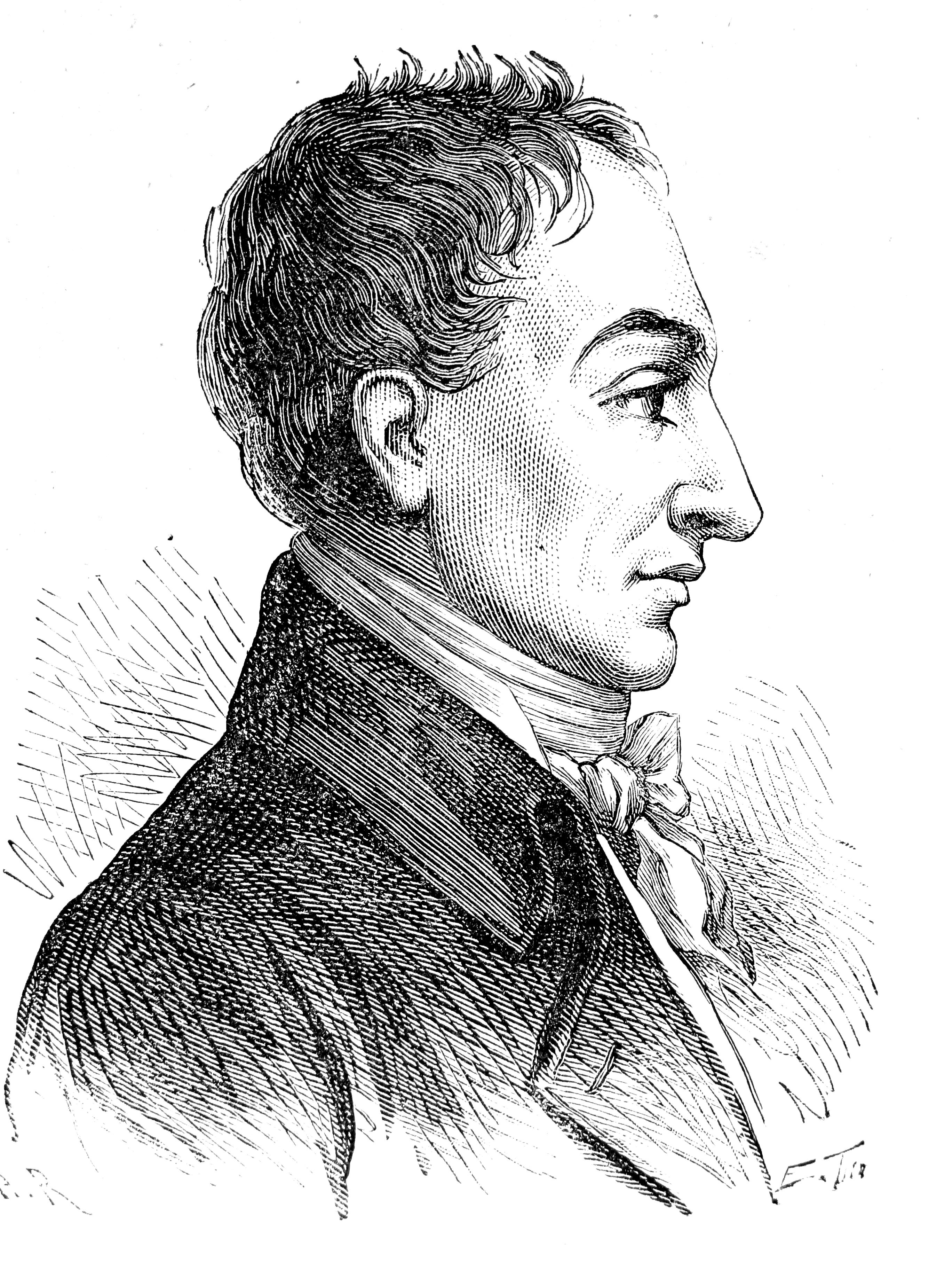
Constantin François de Chassebœuf, a jeté les bases du principe de la grève générale au XIXe siècle.

Les traditions juives des années sabbatiques et jubilaires, qui impliquent un allègement généralisé de la dette et une redistribution des terres, peuvent être considérées comme des ancêtres de la grève générale. La secessio plebis, à l'époque de la République romaine, a également été considérée comme un précurseur de la grève générale.

### Renaissance et révolution industrielle
Les premières conceptions de la grève générale ont été proposées à la Renaissance par Étienne de La Boétieet au siècle des Lumières par Jean Meslier et Honoré Gabriel Riqueti . 

Avec le déclenchement de la Révolution française, l'idée fut reprise par des radicaux tels que Jean-Paul Marat, Sylvain Maréchal et Constantin François de Chassebœuf, qui proposèrent une grève incluant les commerçants et les industriels aux côtés des ouvriers de l'industrie et des ouvriers agricoles. Dans son essai Les Ruines, Chassebœuf proposait une grève générale de « toute profession utile à la société » contre les « agents civils, militaires ou religieux du gouvernement », opposant « le Peuple » aux « hommes qui ne font rien ». L'ouvrage de Chassebœuf a eu une grande influence en Grande-Bretagne, où il a été diffusé dans tout le pays par la London Corresponding Society, tandis que son chapitre sur la grève générale a été réimprimé pendant des décennies après sa publication initiale. L'idée a été reprise plus tard par l'économiste britannique Thomas Attwood et le communiste français Louis Auguste Blanqui .

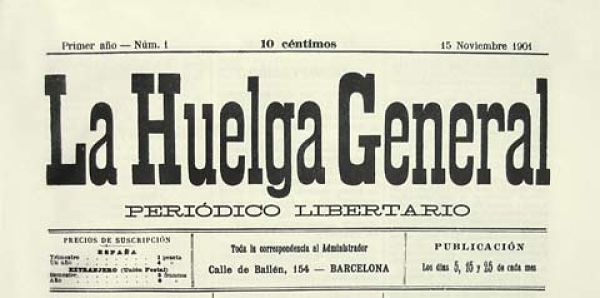
En 1901, à Barcelone, le pédagogue libertaire Francisco Ferrer publie le premier numéro de La Huelga General (La Grève générale) destiné à promouvoir le syndicalisme révolutionnaire.

### 20e siècle
En France, l'expression est née à la fin du XIXe siècle dans les milieux du syndicalisme.
Théorisée, entre autres, par Joseph Tortelier et Aristide Briand, elle était synonyme de révolution, la cessation de toute activité productive conduisant obligatoirement à l'effondrement du capitalisme. Georges Sorel en fit l'apologie en la présentant sous la forme d'un mythe mobilisateur.
Elle fut à ce titre au centre de la théorie du syndicalisme révolutionnaire et considérée comme le prolongement de la politique d'action directe. Elle est qualifiée d'« expropriatrice » par les anarchistes et les anarcho-syndicalistes.
La charte d’Amiens, adoptée par la Confédération générale du Travail (CGT) en 1906, fait de la stratégie de la grève générale un principe fondateur du mouvement ouvrier : « [Le syndicalisme] prépare l’émancipation intégrale, qui ne peut se réaliser que par l’expropriation capitaliste ; il préconise comme moyen d’action la grève générale et il considère que le syndicat, aujourd’hui groupement de résistance, sera dans l’avenir le groupement de production et de répartition, base de réorganisation sociale ».
La social-démocratie n'omit pas de discuter dans ses congrès internationaux l'hypothèse de la grève générale comme substitut de la révolution politique. C'est ainsi que Rosa Luxemburg consacra un ouvrage au sujet en 1906.

L'échec des grèves générales lancées par la CGT, notamment pour empêcher le déclenchement de la Première guerre mondiale ; ou en 1920, avec la tentative avortée de généraliser la grève des cheminots, contribua au déclin du mythe révolutionnaire qu'elle représentait.

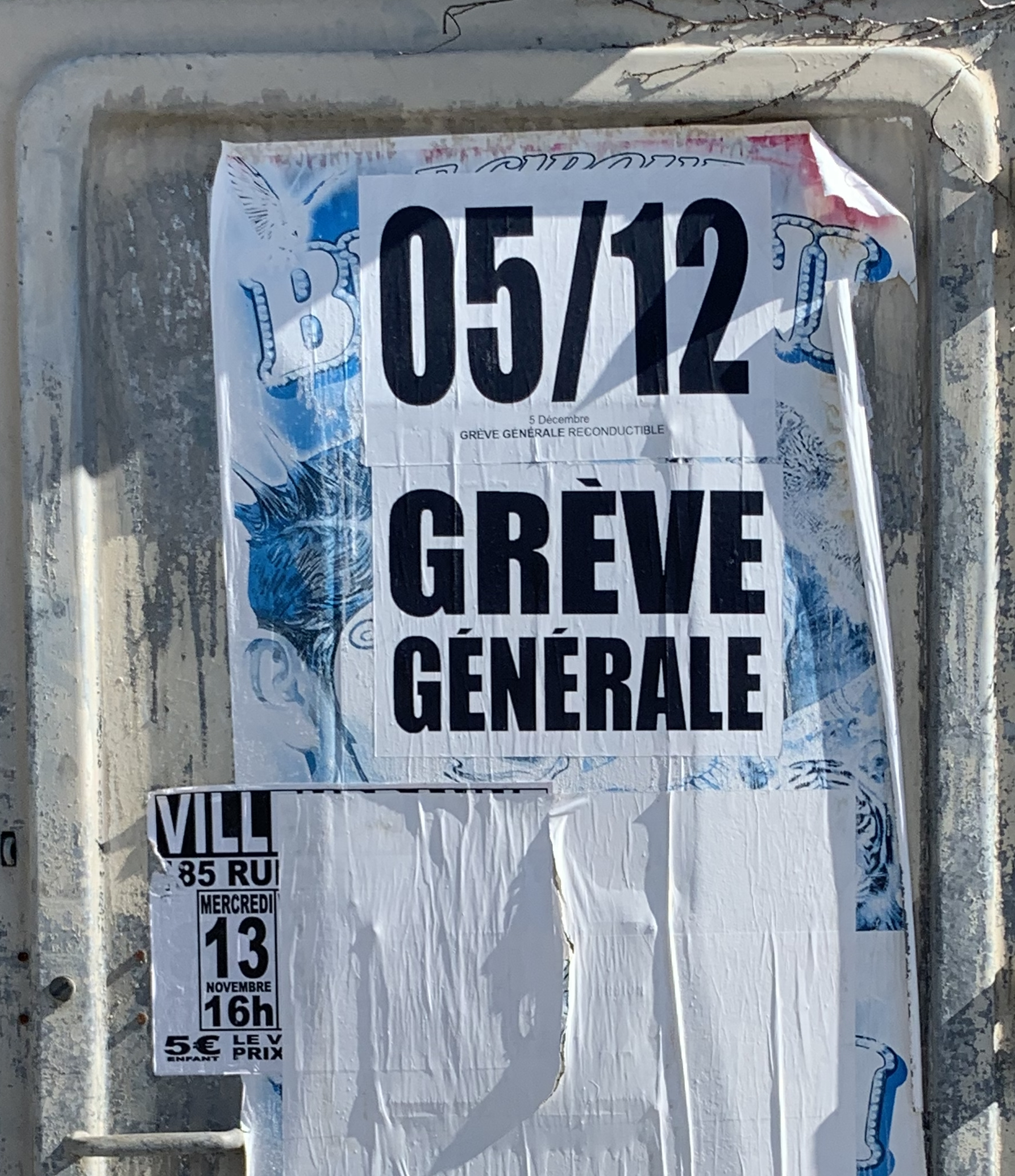
Affiche appelant à la grève générale le 5 décembre 2019 dans une rue de Villeurbanne.

## Pratiques de la grève générale

### En Europe

#### Avant la Première Guerre mondiale

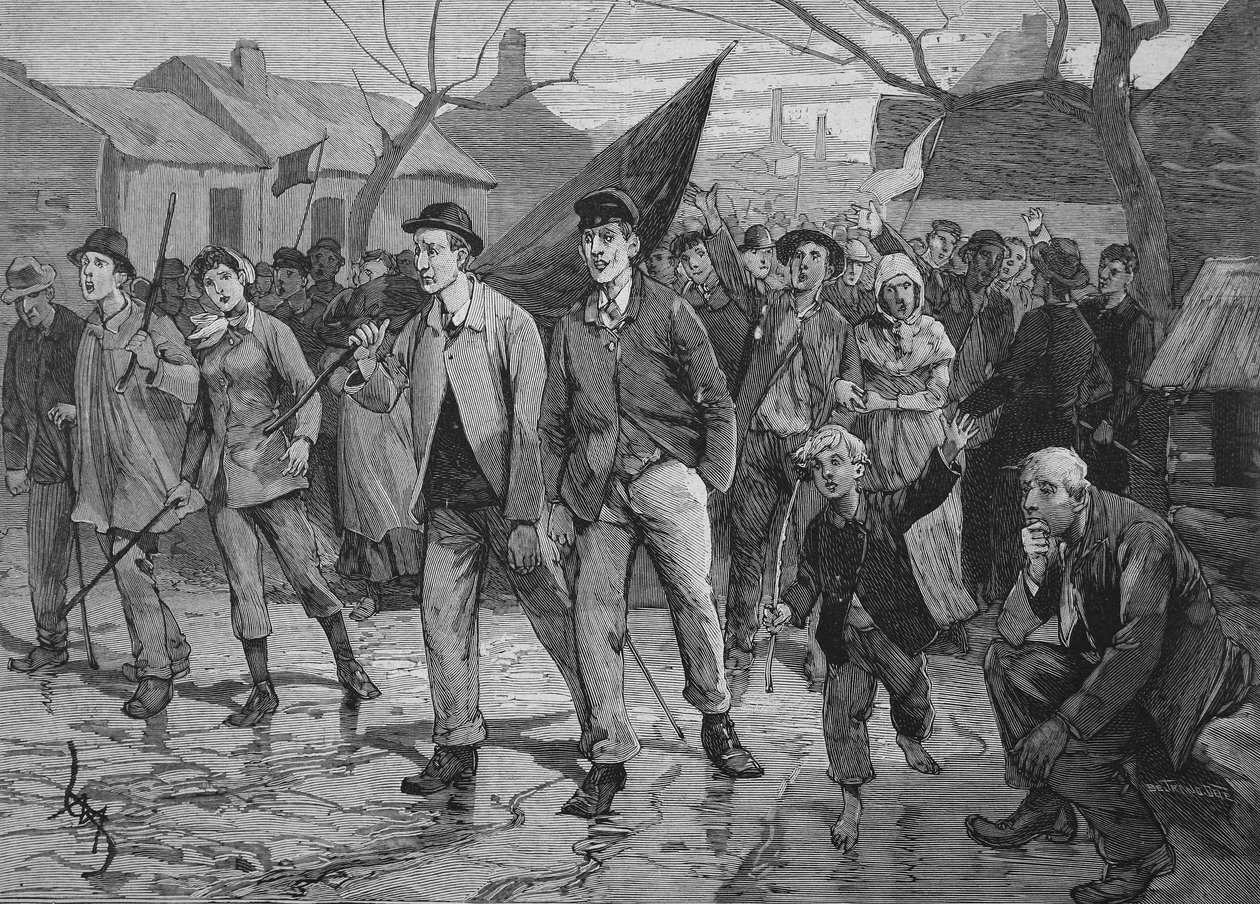
La Grève générale en Belgique, gravure publiée dans Le Petit Parisien du 17 mai 1891.

En pratique, c'est la constitution de syndicats puissants qui rend possible, à partir de la fin du XIXe siècle, l'organisation de grèves générales à l'échelle d'un pays.
Dans les années 1890, la Belgique en connaît deux, l'une en 1891, l'autre en 1893,,,. Peu liées aux débats théoriques du moment, elles visent à faire pression sur les gouvernants en faveur de la généralisation du suffrage masculin,,,. Elles obtiennent dans ce sens des avancées concrètes, bien que partielles,. L'Autriche-Hongrie atteint des résultats du même ordre en 1896 après de simples menaces de grève générale, crédibilisées par l'exemple belge,.

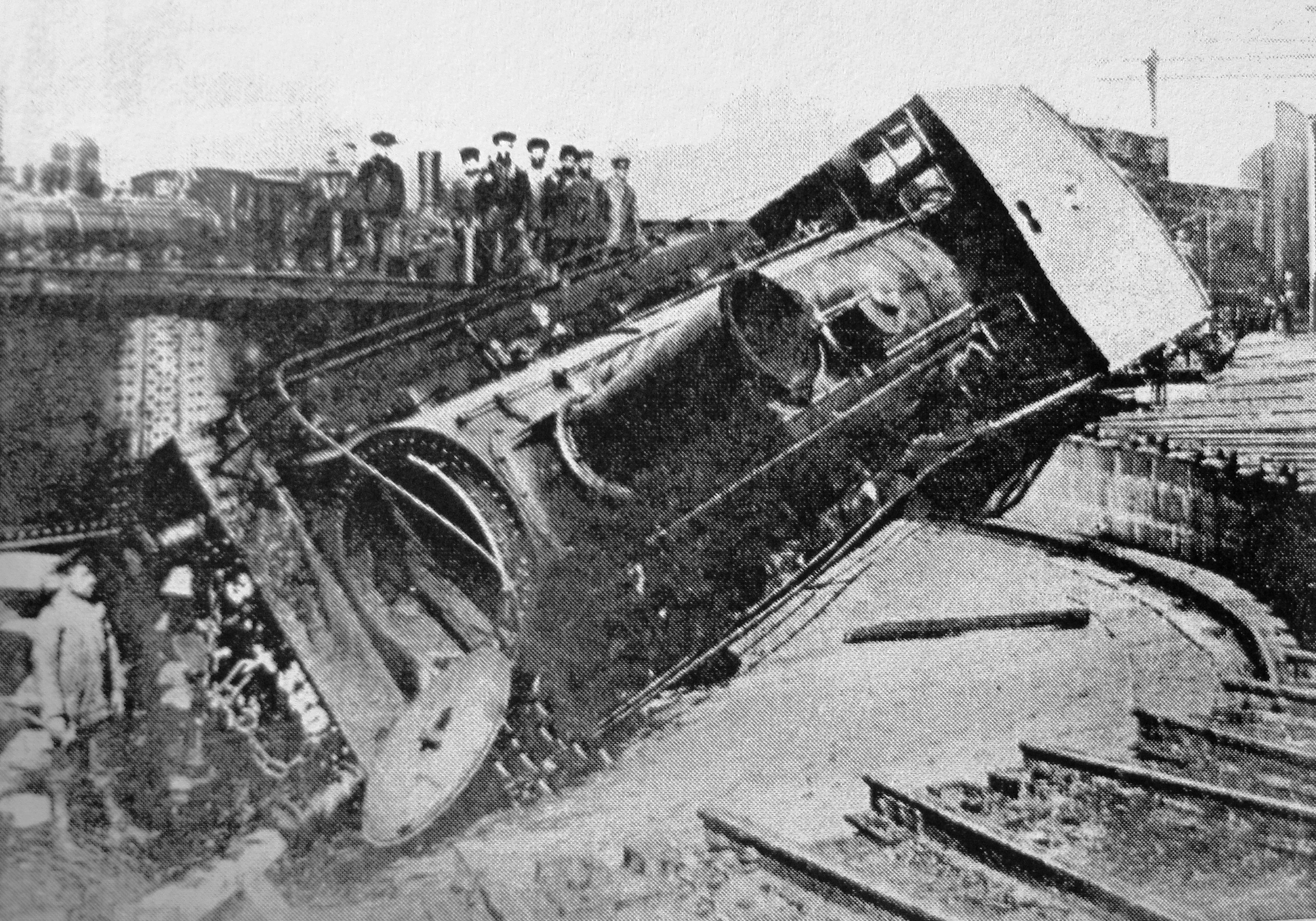
Train renversé par les grévistes à Tbilissi, pendant la révolution russe de 1905.

Au début du XXe siècle, la mobilisation pour l'extension du droit de vote donne encore lieu en 1902 à deux grèves générales, l'une en Belgique,,,, l'autre (sv) en Suède,. Mais ces mouvements restent sans résultat immédiat. En Italie, c'est l'utilisation de l'armée dans la répression des grèves qui déclenche, en réaction, la grève générale de 1904 (it),. En Russie, les grèves de masse prennent une grande place dans la révolution de 1905, et c'est la grève générale d'octobre qui arrache à Nicolas II les promesses de réforme du Manifeste d'octobre,.
La révolution russe ayant ravivé l'intérêt pour ce moyen d'action, les congrès successifs de l'Internationale ouvrière débattent de propositions qui prescrivent d'y avoir recours contre le déclenchement d'une guerre ; cependant, faute de consensus, ces projets n'aboutissent pas.
En Suède, une nouvelle grève générale est organisée en 1909 (sv), orientée cette fois-ci contre les pratiques patronales de gel des salaires et de lockout ; en mobilisant, un mois durant, près de la moitié du salariat du pays, elle parvient à obtenir des concessions économiques importantes,, confortant dans le pays l'idée que des réformes économiques peuvent être obtenues sans violence. La Belgique aussi connaît une nouvelle grève générale, en 1913 ; ici, en revanche, le mouvement reste axé sur la démocratisation du système politique et n'obtient à nouveau qu'un succès limité.

#### D'une guerre mondiale à l'autre

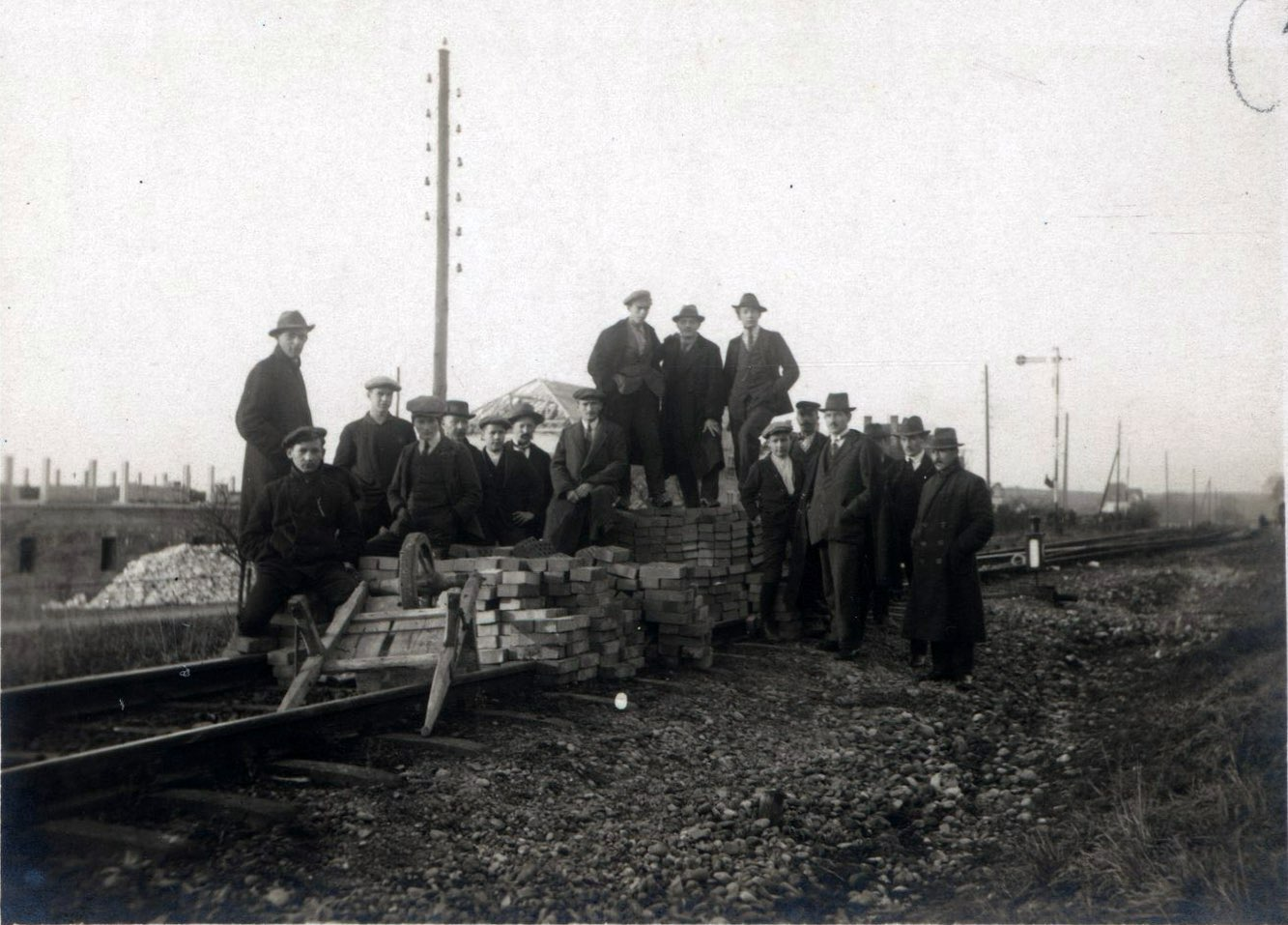
Barricade à la gare de Granges Sud (canton de Soleure), pendant la grève générale de 1918 en Suisse.

À l'échelle internationale, la pratique des grèves générales atteint un sommet à la suite de la révolution russe de 1917 et de la fin de la Première Guerre mondiale. Pendant l'année 1917, outre la Russie, où elles se répètent depuis 1916, et l'Allemagne, elles touchent notamment la Norvège et l'Espagne, où elles connaissent des issues contrastées : alors que la grève norvégienne (no), qui réclame surtout des mesures contre la disette, obtient en partie satisfaction avec la mise en place d'un contrôle des prix, les grévistes espagnols subissent une répression meurtrière.
En 1918, cette forme d'action se propage en Autriche-Hongrie et, en novembre, la Suisse connaît à son tour « sa » grève générale,. Dans l'Allemagne de la république de Weimar, où les mouvements se succèdent (révolution de Novembre, révolte de Janvier, république des conseils de Bavière, soulèvement de la Ruhr), une grève générale de quatre jours fait avorter en 1920 le putsch de Kapp,, ; les vagues de grèves se poursuivent jusqu'en 1921 (action de Mars). En Norvège, la grève générale de 1921 est un échec, à l'inverse du précédent de 1917, et se solde par la désaffection du tiers des effectifs syndicaux.

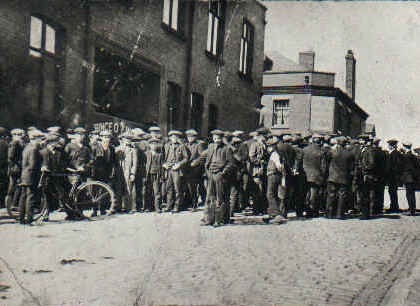
Mineurs de Tyldesley rassemblés devant le Miners Hall, pendant la grève générale de 1926 au Royaume-Uni.

En 1923, de nouvelles grèves en Allemagne contribuent à la chute du cabinet Cuno. Le Royaume-Uni connaît la grève générale de 1926,,, pendant laquelle le Trades Union Congress mobilise environ trois des cinq millions de syndiqués du pays en soutien aux mineurs de charbon, mais qui se conclut au bout de neuf jours sans aucun résultat, faute d'avoir pu interrompre le fonctionnement des services publics essentiels,. En 1927, en Autriche, la grève générale est présente dans la révolte de Juillet, à Vienne, dont la répression fait 89 morts.
La France connaît dans les années 1930 deux épisodes de grève générale marquants, la journée du 12 février 1934 et les grèves de mai-juin 1936 : la première, organisée en réponse à l'émeute d'extrême droite du 6 février 1934, est l'occasion d'un rapprochement des partis de gauche qui ouvre la voie à la constitution du Front populaire ; le succès électoral de celui-ci déclenche les secondes. En revanche, l'appel à la grève générale lancé, en 1938, contre des décrets augmentant le temps de travail et réprimant les grévistes, est un échec.

#### De 1945 aux années 1970

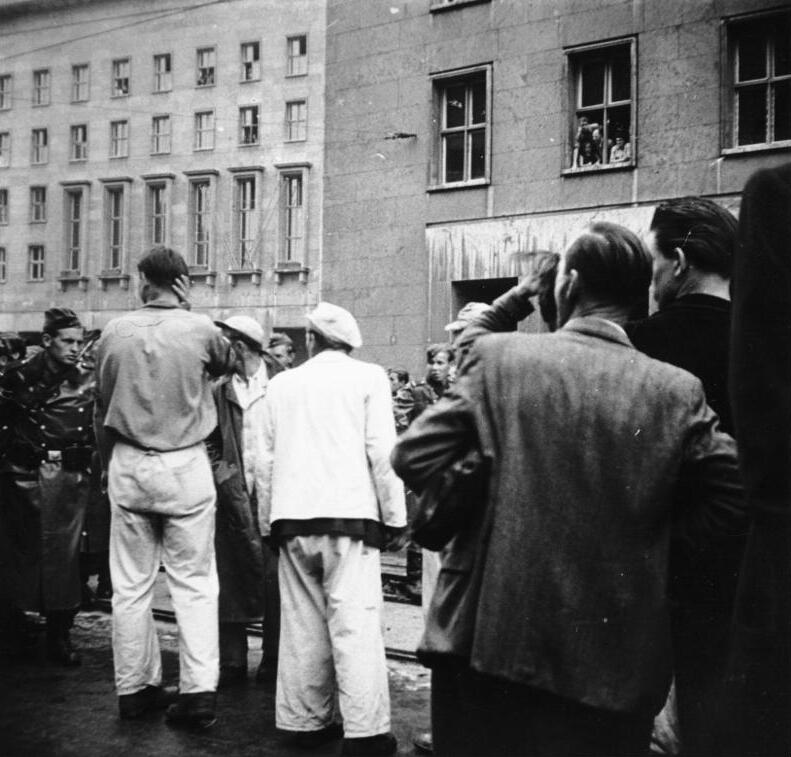
Manifestation d'ouvriers du bâtiment à Berlin-Est, le 17 juin 1953.

Après la Seconde Guerre mondiale, les grèves générales ont fréquemment lieu en Europe de l'Est, où elles constituent un moyen de protestation contre les régimes imposés par l'Union soviétique ; c'est notamment le cas lors de l'insurrection de juin 1953 en République démocratique allemande, ou trois ans plus tard en Pologne (soulèvement de Poznań) et en Hongrie (révolution de 1956).

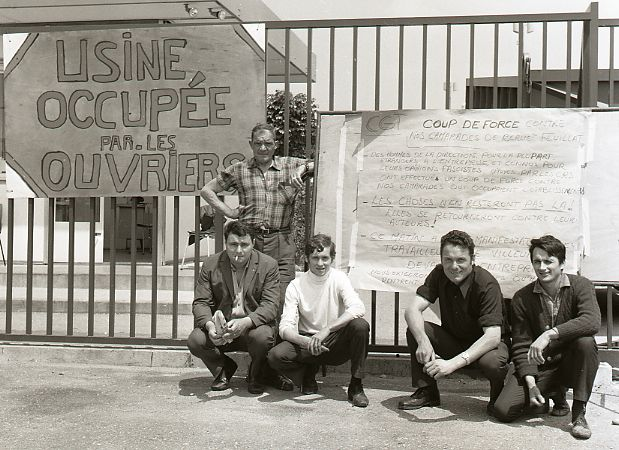
Grévistes devant leur usine occupée, en France, en juin 1968.

En Europe de l'Ouest, les grèves générales deviennent plus rares, ; en Espagne, les appels à la grève générale lancés contre la dictature franquiste connaissent en 1958 et 1959 des échecs de participation répétés. Font figure de contre-exemples : en Belgique, la grève générale de l'hiver 1960-1961 contre un plan gouvernemental d'austérité ; en France, la grève générale d’une heure contre le putsch des généraux, en 1961, et la grève générale de mai-juin 68,,, qui immobilise les universités et les principales entreprises du pays et se conclut par des augmentations de salaires et un renforcement de la représentation des salariés dans l'entreprise ; en Italie, la grève générale de novembre 1968 pour la sécurité sociale et la réforme de l'éducation, qui touche douze millions de salariés, et les mouvements de l'année 1969, qui voient les grèves spontanées de l'Automne chaud (it) atteindre un million et demi de grévistes.
Au début des années 1970, la Pologne connaît de nouvelles grèves de masse (émeutes de la Baltique en 1970, grèves de Łódź (en) en 1971), qui seront suivies d'une nouvelle vague en juin 1976 (en). En Islande, le 24 octobre 1975, la grève générale des femmes est suivie par la quasi-totalité des habitantes de l'ile. Au cours de la même décennie, la grève générale devient une tactique habituelle pour les syndicats italiens.

#### Depuis les années 1980

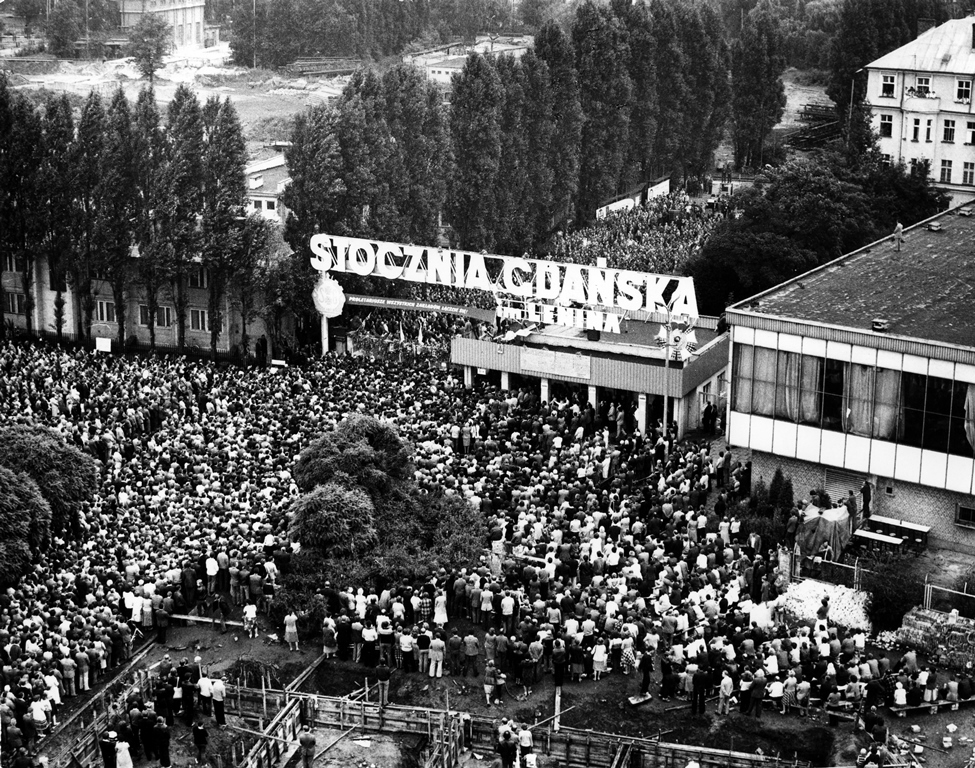
Grève au chantier naval Lénine de Gdańsk, en Pologne, en août 1980.

Dans les années 1980, des grèves générales se produisent à nouveau en Pologne, notamment de 1980 à 1982 (émergence et développement de Solidarność). En Europe occidentale, des études statistiques indiquent un renversement de tendance au cours de cette décennie : la fréquence des grèves générales est en augmentation, alors même que l'incidence des autres grèves décline, quelle que soit la méthode de mesure employée,.
Après l'Espagne, cadre d'une nouvelle grève générale en 1988 (es), la France connaît en 1995 un mouvement de grèves, qui immobilise du 24 novembre au 12 décembre de nombreux services publics contre un plan gouvernemental de réformes structurelles des systèmes de retraite et de sécurité sociale. Le 15 octobre 1998, en Norvège, une grève générale de deux heures proteste contre le projet de budget du gouvernement. Une autre grève générale, en Italie, est organisée le 16 avril 2002 contre un projet de réforme du code du travail,. 
Les années 2010 voient, dans les pays d'Europe du Sud, la grève générale devenir une forme de protestation contre l'aggravation de la situation sociale : en novembre 2010, elle immobilise le Portugal ; en Italie, où elle est réclamée par la base dès décembre 2010, elle devient effective en octobre 2011 ; en Espagne, un mouvement de grèves générales qui se développe à partir de 2011 touche, en février 2012, deux millions de salariés ; le même mois, le Portugal est à nouveau paralysé ; en Grèce, les grèves générales qui se succèdent en 2010 et 2011 atteignent début 2012 un niveau quasi insurrectionnel. Ailleurs en Europe, d'autres mouvements ont lieu : ainsi, en Norvège, en 2015, plusieurs confédérations syndicales s'unissent pour conduire une grève générale de deux heures contre un projet gouvernemental d'assouplissement de la législation du travail.

### Hors d'Europe

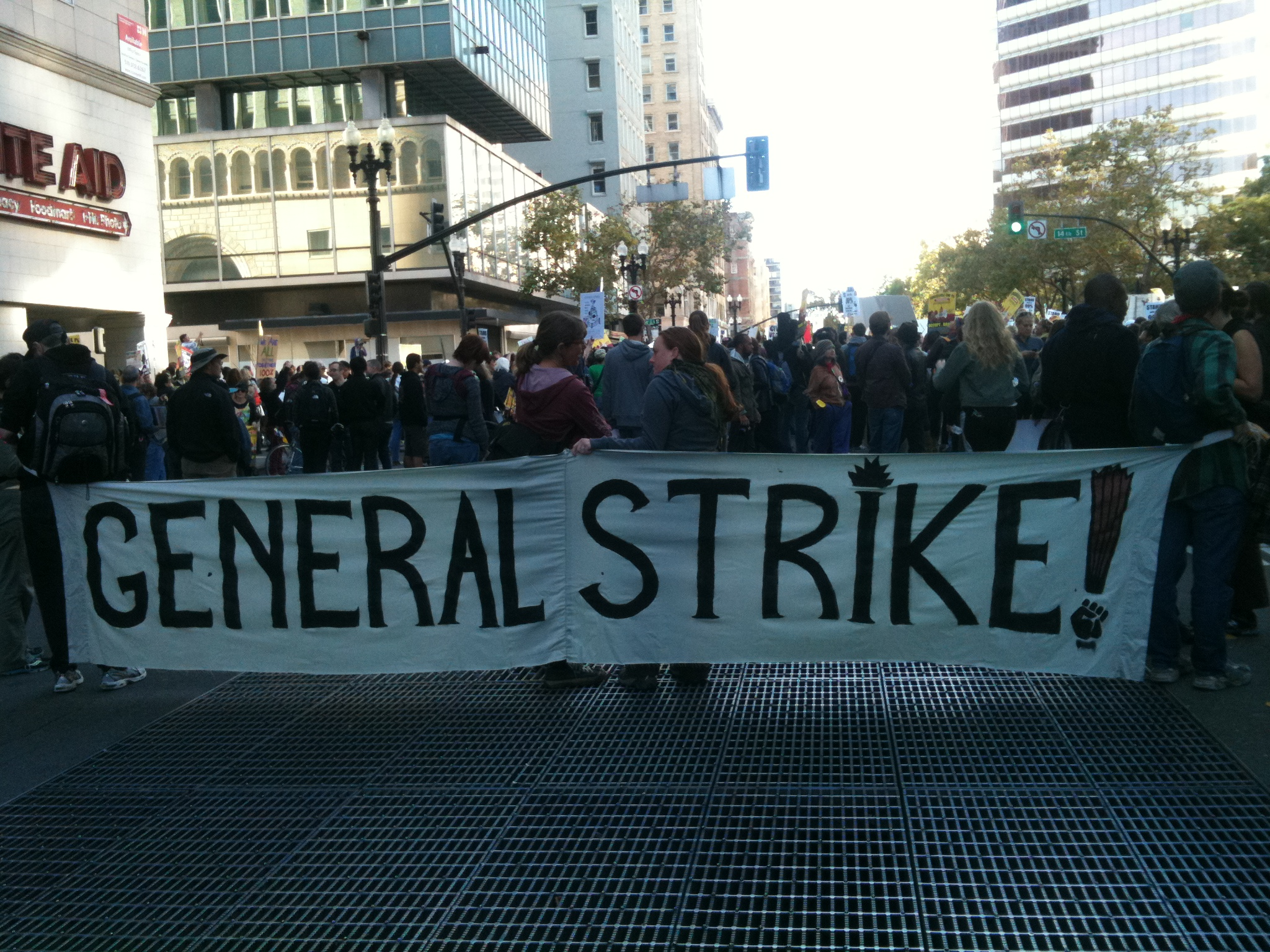
Manifestants à Oakland (Californie), en novembre 2011.

Outre-Atlantique, les États-Unis et le Canada restent hermétiques à la pratique de la grève générale, hormis à l'échelle locale, comme en 1919 à Seattle et à Winnipeg, ou à San Francisco (en) en 1934. À la fin de l'année 2011, et bien que ce type d'action reste dans son principe largement étranger à la culture syndicale des États-Unis, un mouvement de grève générale (en) immobilise la ville d'Oakland, en Californie.
Dans les pays colonisés d'Afrique et d'Asie, les syndicats liés aux mouvements anticoloniaux utilisent souvent la grève générale comme moyen d'action contre la domination coloniale ; après la décolonisation et en dépit des limites du développement industriel dans ces pays, elle continue d'être employée, à des fins politiques ou économiques, partout où le syndicalisme peut s'organiser.
Dans les années 1970, des grèves générales touchent aussi bien le Chili du gouvernement d'Unité populaire de Salvador Allende, cible de la grève d'octobre 1972 (es), que l'Afrique du Sud du régime d'apartheid (grèves de Durbank (en) en 1973) ; au cours de la décennie suivante, des grèves générales se produisent à nouveau au Chili (cette fois-ci contre la dictature militaire d'Augusto Pinochet) et en Afrique du Sud (grève générale du Transvaal). En Corée du Sud, la grève générale de 1996-1997 (en) obtient la reconnaissance institutionnelle du syndicat national. 

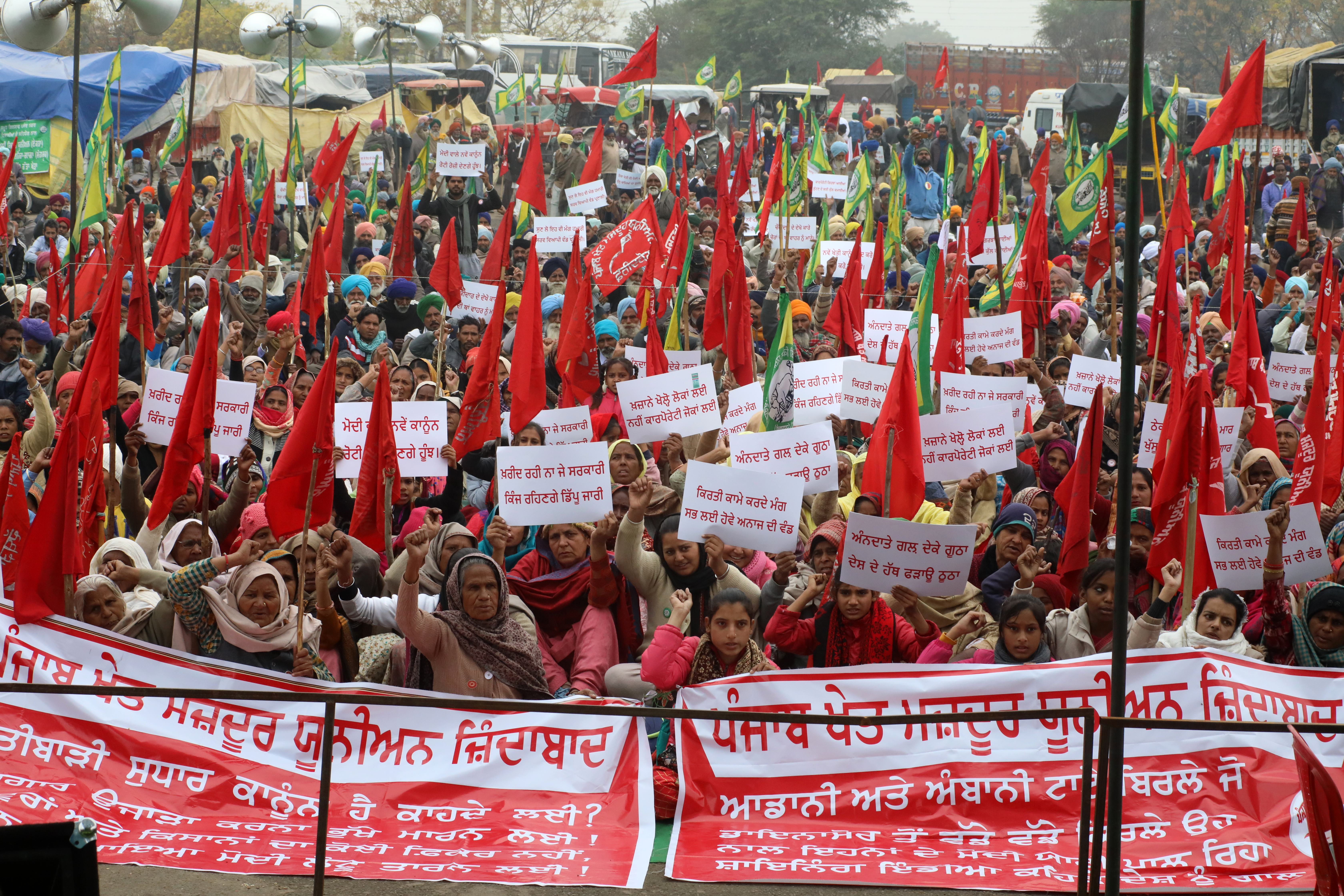
Manifestation paysanne en Inde, en janvier 2021.

En Bolivie, dans une configuration politique qui peut rappeler le précédent chilien de 1972, une grève générale illimitée est lancée en mai 2010 contre le gouvernement d'Evo Morales . 
Au cours des années qui suivent, les mouvements de grève générale occupent une place souvent importante dans le processus des Printemps arabes : ainsi, en Tunisie, c'est un jour de grève générale, le 14 janvier 2011, que le président Ben Ali est évincé du pouvoir ; en Égypte, la chute du président Moubarak est précédée de mouvements de grève d'abord sectoriels, qui s'agrègent progressivement avant de se généraliser à partir du 9 février 2011. En Inde, la grève générale de février 2012, qui mobilise 100 millions de grévistes contre les conséquences sociales des mesures gouvernementales, est alors qualifiée de « plus grande grève générale du monde » ; ce record sera ensuite dépassé, en dernier lieu lorsque la grève générale indienne de 2020-2021 rassemblera plus de 250 millions d'opposants à la politique agricole du gouvernement.

#### Textes politiques
- Aristide Briand, La Grève générale et la Révolution (discours sténographié in-extenso et revu par l’orateur, prononcé devant le congrès général du Parti socialiste en décembre 1899), Paris, La Brochure mensuelle, avril 1932 (1re éd. 1899) (lire en ligne).
- Étienne Buisson, La Grève générale, Paris, Georges Bellais, coll. « Bibliothèque socialiste », 1905 (lire en ligne).
- Victor Griffuelhes, Le Syndicalisme révolutionnaire, Paris, La Publication sociale, 1909 (lire en ligne).
- Rosa Luxemburg (trad. Irène Petit, préf. Michael Löwy, Olivier Besancenot), Grève de masse, Parti et Syndicat, Paris, La Brèche, 2019 (1re éd. 1906) (ISBN 978-2-9558168-3-7, lire en ligne).
- Ernest Mandel, La Grève générale (retranscription d'un exposé d'Ernest Mandel lors d'un stage de formation), 1974 (lire en ligne).
- Émile Vandervelde, La Grève générale, Gand, Volksdrukkerij, 1912 (présentation en ligne).

#### Textes littéraires
- Jack London (trad. Philippe Mortimer), Grève générale (nouvelles), Montreuil, Libertalia, 2008 (1re éd. 1909) (ISBN 978-2-37729-149-6 et 978-2-37729-150-2, présentation en ligne).

#### Études
- Sophie Béroud et Jean-Marie Pernod, « La grève, malgré tous les obstacles », Le Monde diplomatique,‎ mars 2020, p. 18 (lire en ligne ).
- Robert Brécy (préf. Jean Maitron), La Grève générale en France, Paris, Études et documentation internationales, 1969 (présentation en ligne).
- Miguel Chueca (éditeur scientifique), Déposséder les possédants : la grève générale aux « temps héroïques » du syndicalisme révolutionnaire, 1895-1906 (textes réunis, annotés et présentés par Miguel Chueca), Marseille, Agone, coll. « Mémoires sociales », 2008, 267 p. (ISBN 978-2-7489-0094-1, DOI 10.3917/agon.chue.2008.01 ).
- Marc Crépon, « Les promesses d’un mot : la grève générale (Sorel, lecteur de Nietzsche) », dans Frédéric Worms (éd.), Le moment 1900 en philosophie, Villeneuve d’Ascq, Presses universitaires du Septentrion, 2004 (DOI 10.4000/books.septentrion.74089 ).
- Fernand De Visscher, « La philosophie syndicaliste et le mythe de la grève générale », Revue néo-scolastique de philosophie, no 78,‎ 1913, p. 129-163 (DOI 10.3406/phlou.1913.2054).
- Marco Gervasoni, « L'invention du syndicalisme révolutionnaire en France (1903-1907) », Mil neuf cent. Revue d'histoire intellectuelle, no 24,‎ 2006, p. 57-71 (DOI 10.3917/mnc.024.0057 ).
- Baptiste Giraud, « La grève générale, une invitée-surprise », Le Monde diplomatique,‎ juin 2016, p. 4-5 (lire en ligne , consulté le 5 avril 2025).
- Patrick de Laubier, 1905 : mythe et réalité de la grève générale : Le mythe français et la réalité russe, Paris, Éditions universitaires, 1989 (ISBN 2-7113-0367-5, présentation en ligne).
- François de Massot, La Grève générale : Mai-juin 1968, Paris, L’Harmattan, 2008 (ISBN 9782296057623, lire en ligne ).
- Anne Morelli et Daniel Zamora, « Grève générale, rêve général ? », dans Morelli et Zamora (dir.), Grève générale, rêve général : Espoir de transformation sociale, Paris, L’Harmattan, coll. « Logiques sociales », 2016, 334 p. (ISBN 9782343065588, lire en ligne ), p. 9-17.
- Wayne Thorpe, « Une famille agitée. Le syndicalisme révolutionnaire en Europe de la charte d'Amiens à la Première Guerre mondiale », Mil neuf cent. Revue d'histoire intellectuelle, no 24,‎ 2006, p. 123-152 (DOI 10.3917/mnc.024.0123 ).
- Xavier Vigna, « La grève générale introuvable. France, 1968-1995 », dans Grève générale, rêve général : Espoir de transformation sociale, 2016 (lire en ligne), p. 157-168.
- (en) Kerstin Hamann, Alison Johnston et John Kelly, « Unions Against Governments: Explaining General Strikes in Western Europe, 1980–2006 », Comparative Political Studies, vol. 46, no 9,‎ 1er septembre 2013, p. 1030–1057 (ISSN 0010-4140, DOI 10.1177/0010414012463894, lire en ligne [PDF], consulté le 5 avril 2025).
- (en) Kerstin Hamann, Alison Johnston et John Kelly, « The Electoral Effects of General Strikes in Western Europe », Comparative Politics, vol. 49, no 1,‎ 1er octobre 2016, p. 63–82 (DOI 10.5129/001041516819582900, lire en ligne [PDF], consulté le 5 avril 2025).